# John Roberts (acteur)
Pour les articles homonymes, voir John Roberts.
Jonathan Roberts, dit John Roberts, né le 10 novembre 1979 à Brooklyn (New York), est un acteur américain.

## Carrière
John Roberts est principalement connu pour être la voix de Linda Belcher dans la série animée Bob’s Burger. Il a lui-même affirmé se baser sur sa mère pour réaliser la voix de ce personnage .

## Vie privée
John Roberts est ouvertement homosexuel .

## Filmographie

### Films
- 2012 : Eugene!  : Johnny Outrageous
- 2014 : Pact (court-métrage)
- 2016 : Paint It Black : D
- 2018 : NJ Hall of Fame : lui-même

### Séries télévisées
- 2011 : Big Morning Buzz Live : lui-même
- 2013 : Nathan for you : lui-même
- 2013 : My Drunk Aunts
- 2015 : Comedy Bang ! Bang !  : Jeff Sleazay
- 2015 : Getting Doug with High : lui-même

### Doublages
- Bob’s Burger (2011 – en production) : Linda Belcher
- Souvenirs de Gravity Falls (2012 – 2015) : Xyler
- Archer (2013) : Linda Belcher
- Hellraiser : Origins (2013) : Pinhead
- The Awesomes (2015)
- Les Simpson (2018) : Linda Belcher
- Bob’s Burger : The Movie (à venir) : Linda Belcher